# Tádžická Wikipedie
Tádžická Wikipedie je jazyková verze Wikipedie v tádžičtině. Její provoz byl zahájen v roce 2004. V lednu 2022 obsahovala přes 105 000 článků a pracovalo pro ni 6 správců. Registrováno bylo přes 33 000 uživatelů, z nichž bylo asi 70 aktivních. V počtu článků byla 69. největší Wikipedie. Má verzi psanou v cyrilici i latince.